# Mandchoukouo
1932–1945
Entités précédentes :
- République de Chine

Entités suivantes :
- République de Chine

Le Mandchoukouo, Manchukuo ou Manzhouguo (chinois simplifié : 满洲国 ; chinois traditionnel : 滿洲國 ; pinyin : Mǎnzhōuguó ; litt. « État de Mandchourie » ; en japonais : 満州国 ; kyūjitai : 滿洲國, Manshūkoku) est un État fantoche, indépendant de jure, mais de facto mis en place et contrôlé par l'empire du Japon en Mandchourie dans le nord-est de la Chine, entre 1932 et 1945.

## Histoire
En 1903, la Mandchourie est sous influence russe, avec la mise en place du chemin de fer de l’Est chinois, dernier tronçon ferroviaire du Transsibérien joignant Harbin à Vladivostok. Après la guerre russo-japonaise en 1904-1905, gagnée par le Japon, le Japon se substitue à l'Empire russe dans le nord de la Chine.
En 1906, les Japonais construisent la voie ferrée du sud mandchou à partir de Port-Arthur (en japonais Ryojun, aujourd'hui Lüshunkou, près de Dalian).

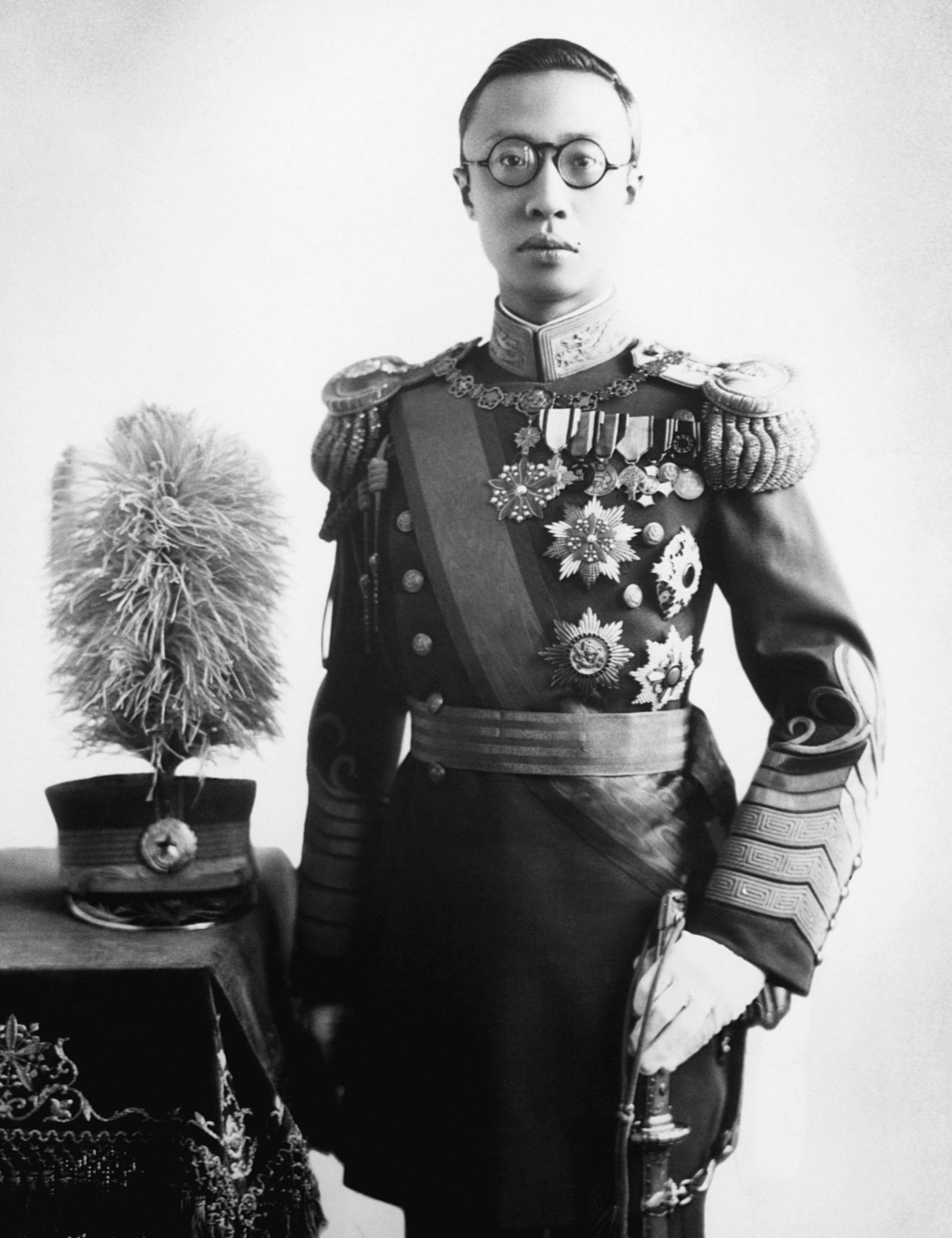
L'empereur Puyi.

Durant l'entre-deux-guerres, la Mandchourie est un champ de bataille politique et militaire. L'influence japonaise s'y étend à partir du sud tandis que celle de la Russie soviétique gagne à partir du nord. En 1925, l'URSS contrôle le nord de la Mandchourie. Pendant l'époque des seigneurs de la guerre en Chine, Zhang Zuolin s'établit en Mandchourie, mais, étant trop indépendant et menaçant pour le Japon voisin (qui occupait la Corée), il est assassiné par les services secrets de l'armée du Guandong lors de l'incident de Huanggutun. De plus en plus le Japon cherche à vassaliser la Chine et en 1931, l'incident de Mukden sert de prétexte à l'invasion japonaise de la Mandchourie, qui est donc formellement détachée de la Chine. Avec les investissements japonais et ses riches ressources naturelles, la Mandchourie devient un puissant bassin industriel japonais. L'administration mandchoue est directement financée par l'empire japonais dont les troupes occupent le territoire.
Le 18 février 1932, le Japon déclare la zone indépendante de la république de Chine sous le nom d'« État mandchou (Mandchoukouo) ». Changchun, Tchang Tchouen en version romanisée de l'époque (長春), choisie comme capitale, est renommée Xinjing, Hsinking (新京), signifiant « nouvelle capitale ». En 1932, installé par les Japonais comme chef de l'exécutif après l'incident de Tientsin, Aihsin Jueluo Puyi est le dernier empereur de la dynastie Qing. En 1934, Puyi, sous le nom de Kangde (« bien-être et vertu »), est nommé empereur du Mandchoukouo, rebaptisé « Grand Empire mandchou ». De 1931 à 1935, le Premier ministre est, dans un premier temps, Zheng Xiaoxu. Peu apprécié, tant par l'empereur que par le peuple, il est démis de ses fonctions, et remplacé par Zhang Jinghui, qui reste à ce poste jusqu'en 1945.
Selon un document retrouvé en 2007 par le journaliste Reiji Yoshida, la Kōa-in (Agence de développement de l'Asie orientale) fournit des fonds aux trafiquants de drogue en Chine, en vue de l'utilisation d'une partie des bénéfices de la vente de l'opium, de l'héroïne et de la morphine au profit des gouvernements d'occupation du Mandchoukouo, de Nankin et de Mongolie.
La majorité des États ne reconnaissent pas le Mandchoukouo, la doctrine Stimson des États-Unis, par exemple, était très claire sur le sujet. Les déclarations de la Société des Nations affirmant que le Mandchoukouo est toujours une partie de la Chine entraînent le retrait du Japon de cette organisation en 1934.

Certains États reconnaissent officiellement le Mandchoukouo entre 1932 et 1944. Le premier est le Salvador (mars 1934) (le Vatican ne le reconnaît pas de jure, mais de facto en avril 1934, avec la nomination d'Auguste Gaspais, comme simple représentant et non pas délégué apostolique), puis l'Espagne franquiste, et les deux partenaires japonais de l'Axe, l'Italie (29 novembre 1936) et l'Allemagne nazie (20 février 1938) et enfin d'autres États, tous membres ou partenaires de l'Axe ou occupés par Hitler : la Hongrie, la Slovaquie, la Roumanie, la Bulgarie, la Finlande, le Danemark, la Croatie. L'Union soviétique reconnaît le Mandchoukouo de jure lors du Pacte nippo-soviétique du 13 avril 1941.

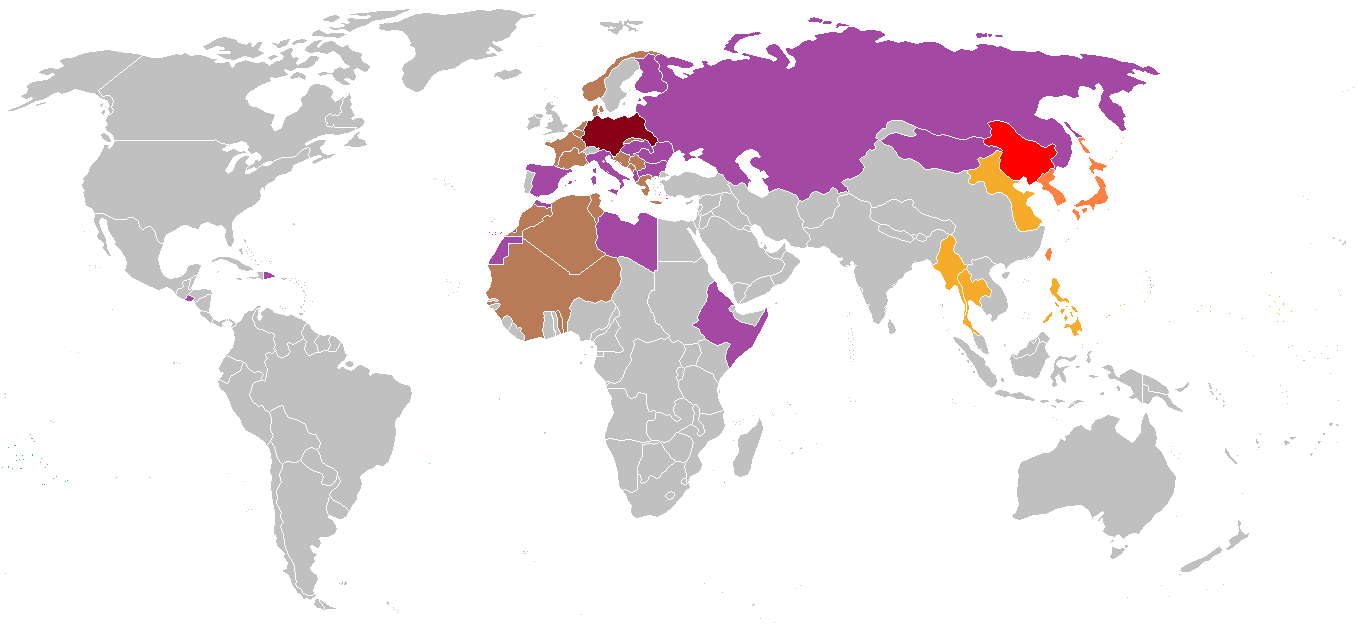
Pays reconnaissant le Mandchoukouo.

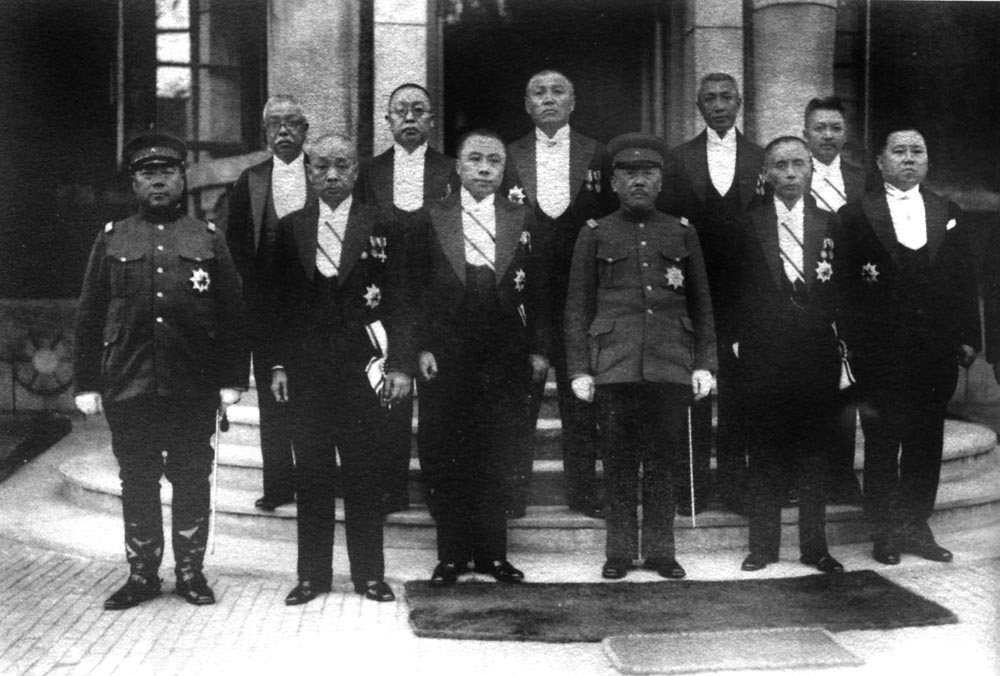
Le cabinet de 1940, avec le Premier ministre Zhang Jinghui, en uniforme militaire, troisième au premier rang en partant de la droite.

Selon la politique d'expansion de l'Empire, sous les gouvernements d'occupation pro-Japonais de la république de Chine et des Philippines, ainsi que de la Thaïlande, alliée du Japon, le pays est utilisé comme base de départ pour les invasions de ses voisins, notamment pour des offensives menées lors de la guerre sino-japonaise. Durant les opérations de répression menées en Chine par les Japonais, des Chinois sont déportés en grand nombre au Mandchoukouo, comme travailleurs forcés.
Le 9 août 1945, après les bombardements atomiques de Hiroshima et Nagasaki, en conformité avec ses promesses faites aux Alliés lors de la conférence de Yalta, l'Union soviétique envahit le pays. L'armée du Mandchoukouo est écrasée par l'offensive de l'Armée rouge, ainsi que les troupes japonaises de l'armée du Guandong lors de l'évacuation du Mandchoukouo. Puyi et son Premier ministre Zhang Jinghui sont arrêtés par les Soviétiques et emmenés en Union soviétique.
Les Soviétiques démantèlent certaines installations industrielles et infrastructures de Mandchourie, dont la Compagnie aéronautique Manshū, conformément à un accord conclu en 1945 entre Staline et Tchang Kaï-chek.
Les communistes chinois peuvent néanmoins étendre leur pouvoir sur la région, et installer leur autorité à Harbin. Jusqu'à la fin de la guerre civile chinoise, en 1948, l'ex-Mandchoukouo devient, en partie grâce au soutien de l'URSS, une base pour l'Armée populaire de libération (communistes) dans sa lutte contre le Guomindang (nationalistes).

## Divisions administratives
En 1934, le Mandchoukouo a été organisé en quatorze provinces (省) et deux municipalités spéciales (特別市).
| Province     | Chinois | Pinyin | Wade-Giles | Capitale |
| ------------ | ------- | ------ | ---------- | -------- |
| Andong       | 安東    |        |            |          |
| Fengtian     | 奉天    |        |            |          |
| Jinzhou      | 錦州    |        |            |          |
| Jilin        | 吉林    |        |            |          |
| Rehe         | 熱河    |        |            |          |
| Jiandao (en) | 間島    |        |            |          |
| Heihe        | 黑河    |        |            |          |
| Sanjiang     | 三江    |        |            |          |
| Longjiang    | 龍江    |        |            |          |
| Binjiang     | 濱江    |        |            |          |
| Xing'anbei   | 興安北  |        |            |          |
| Xing'andong  | 興安東  |        |            |          |
| Xing'annan   | 興安南  |        |            |          |
| Xing'anxi    | 興安西  |        |            |          |

| Municipalité | Chinois | Pinyin   | Wades-Giles |
| ------------ | ------- | -------- | ----------- |
| Xinjing      | 新京    | Xīnjīng  | Hsin-ching  |
| Harbin       | 哈爾濱  | Hā'ĕrbīn | Ha-erh-pin  |

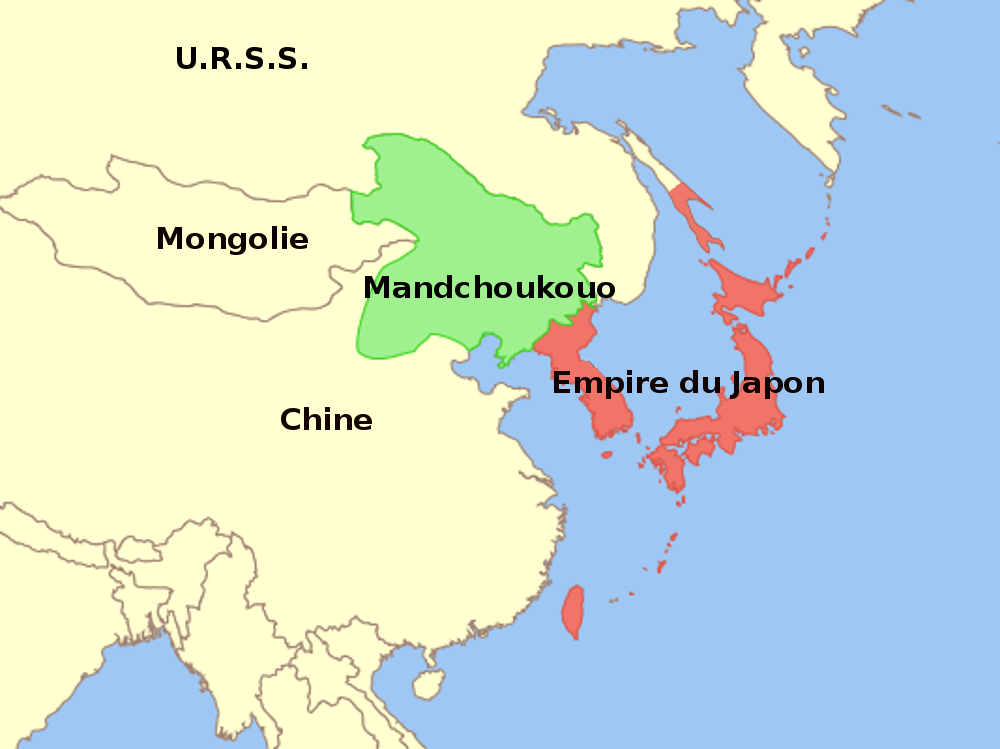
Carte du Mandchoukouo.

En 1939, le Mandchoukouo a été réorganisé en dix-neuf provinces et une municipalité spéciale. La municipalité de Harbin a été supprimée et quatre nouvelles provinces ont été ajoutées.
| Province   | Chinois | Pinyin     | Wade-Giles | Capitale |
| ---------- | ------- | ---------- | ---------- | -------- |
| Mudanjiang | 牡丹江  | Mǔdānjiāng |            |          |
| Tonghua    | 通化    | Tōnghuà    |            |          |
| Dong'an    | 東安    | Dōng'ān    |            |          |
| Bei'an     | 北安    | Běi'ān     |            |          |
| Siping     | 四平    | Sìpíng     |            |          |

## Forces armées
Cet État a disposé de forces armées qui ont joué un rôle symbolique dans les opérations. Ses effectifs étaient de plus de 110 000 hommes à l'origine montant jusqu’à 200 000 hommes répartis dans les armes suivantes :
- Armée impériale du Mandchoukouo
- Marine impériale du Mandchoukouo
- Armée de l'air impériale du Mandchoukouo
- Garde impériale du Mandchoukouo

## Unité de recherche bactériologique
L'administration japonaise établit dès 1932 à Beiyihe, près de Harbin, une unité de recherche bactériologique, dont la mission est l'étude de maladies comme la peste, le choléra et le typhus. Dirigée par Shirō Ishii, cette unité est transférée à Pingfang en 1936. Agrandie par mandat impérial et incorporée à l'armée du Kantôgun sous le nom d'unité 731, elle procède jusqu'en 1945 à des expérimentations sur des milliers de prisonniers humains, en majorité des civils chinois, coréens et russes, dont des femmes et des enfants.
En échange des résultats de leurs recherches, Shirō Ishii et les membres de son équipe, criminels de guerre, comparables à Joseph Mengele du Troisième Reich, ne sont pas assignés à comparaître par les Américains devant le Tribunal de Tōkyō.

## Les travaux forcés
Afin de développer le territoire au bénéfice de l'Empire, le gouvernement japonais créa la Kōa-in, l'Agence de développement de l'Asie orientale, chargée, d'une part, d'assurer le contrôle des richesses pillées par l'armée du Kantôgun, et, d'autre part, de structurer l'occupation, et de soutenir l'effort de guerre.
Selon les travaux menés par un comité conjoint d'historiens composé de Zhifen Ju, Mitsuyochi Himeta, Tōru Kubo et Mark Peattie, la Kōa-in a supervisé un système de travaux forcés, impliquant dix millions de civils chinois, enrôlés dans les mines et les usines du Mandchoukouo.

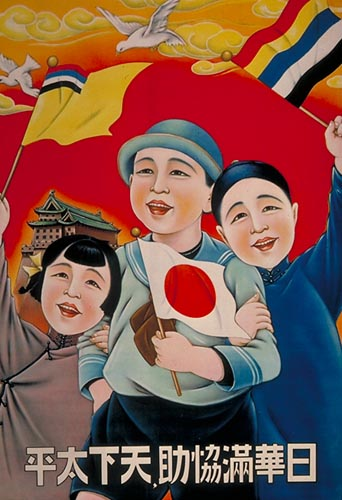
« Avec la coopération du Japon, de la Chine et du Mandchoukouo, le monde peut vivre en paix. » Affiche de propagande du Bureau d'Information du gouvernement du Mandchoukouo. Le drapeau du Mandchoukouo et du gouvernement collaborateur chinois — à droite — arbore les couleurs des « Cinq races sous une union » (Hans, Mandchous, Mongols, Huis et Tibétains

## Population japonaise
En 1931-1932, il y a 100 000 fermiers japonais ; d'autres sources mentionnent 590 760 habitants de nationalité japonaise. D'autres  parlent d'une population japonaise forte de 240 000 personnes, augmentant plus tard à 837 000 individus.
À Xinjing, les Japonais composent 25 % de la population. Le gouvernement japonais projette, dans des plans officiels, l'émigration de cinq millions de Japonais au Mandchoukouo entre 1936 et 1956. Entre 1938 et 1942, un contingent de 200 000 jeunes fermiers arrive dans le pays ; en adjoignant ce groupe, après 1936, ce sont 20 000 familles japonaises complètes qui vivent au Mandchoukouo. Quand le Japon perd la maîtrise des mers et des airs en mer Jaune, cette migration cesse.
Quand l'Armée rouge envahit le Mandchoukouo en 1945, elle capture 850 000 colons japonais.

## Trafic de drogue
Le commerce de l'opium était très important dans l'État de Mandchoukouo. On alla jusqu'à le définir comme un État-dealer (narco-state).
Le port de Dalian devint un des centres mondiaux de consommation et de trafic de drogue.

## Éducation
Pendant l'occupation japonaise, l'éducation se développe, afin de satisfaire les besoins des immigrants du régime Shōwa. Ainsi, les Japonais installent un grand nombre d'écoles et d'universités techniques, jusqu'à compter douze mille écoles primaires au Mandchoukouo, deux cents collèges, cent quarante écoles normales (pour préparer les professeurs), et cinquante écoles techniques et professionnelles. Au total, le système scolaire gère alors six cent mille enfants et jeunes élèves avec vingt-cinq mille professeurs. Il y a également mille six cents écoles privées (avec l'autorisation japonaise), dont cent cinquante écoles de missionnaires, ainsi que vingt-cinq écoles russes à Harbin.

## Timbres et histoire postale

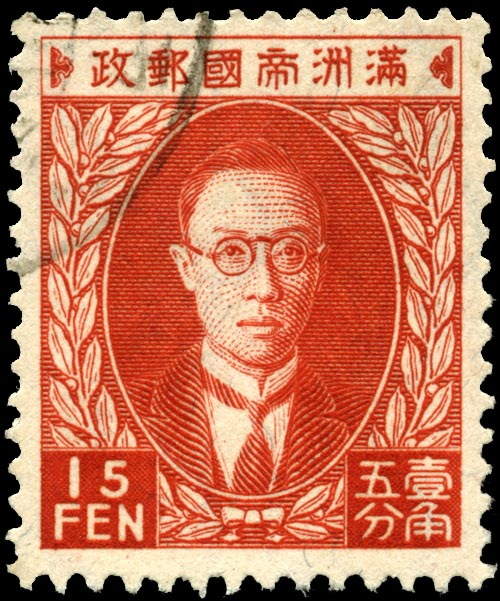
Timbre de 1935 arborant le visage de Puyi

Le Mandchoukouo déclare son indépendance le 1er mars 1932 et, le 20 mars, le nouveau gouvernement annonce que le département des communications va remplacer l'administration chinoise à partir du 1er août. Cependant, les militaires japonais maintiennent une telle pression sur les postiers chinois que les autorités de Nankin ordonnent un blocus des activités postales. Ces dernières, sous administration chinoise, cessent totalement le 24 juillet 1932. Le département des communications de Xinjing met en place une nouvelle administration avec une telle promptitude que les bureaux sont rouverts le 26 juillet 1932 avec l'émission d'une première série courante.
Pour ces timbres, le gouvernement retient deux dessins : la pagode blanche de Liaoyang et le portrait de Puyi. De juillet 1932 à avril 1934, les timbres porteront une inscription de cinq caractères chinois signifiant « administration postale de l'État mandchou » ; à partir de mars 1934, l'inscription est composée de six caractères signifiant « administration postale de l'Empire mandchou », indiquant par là le changement de régime. Ces inscriptions ne figurent pas sur des séries de timbres émis à partir de 1935 et destinés à affranchir le courrier à destination de la Chine car cette dernière ne reconnaîtra jamais le Mandchoukouo. Une orchidée (reconnue comme symbole impérial) apparaît dans le dessin des timbres en 1935. Durant son existence, le Mandchoukouo émet douze séries de timbres courants (y compris ceux pour la Chine), treize séries de timbres commémoratifs, quinze séries d'entiers postaux, deux séries de timbres pour la poste aérienne, des livrets officiels destinés à l'UPU et quelques dizaines de produits philatéliques. Les derniers timbres du Mandchoukouo (une série pour la poste aérienne) ne sont pas émis. Commandés tardivement, ils arrivent à Xinjing courant 1945, pour une mise en circulation prévue pour le 20 septembre.
Après la dissolution du gouvernement, les timbres en réserve sont surchargés localement avec des sinogrammes signifiant « république de Chine ». Beaucoup le sont par l'administration de Lüshunkou et Dalian entre 1946 et 1949.

## Publications
Le Manchuria Daily News, a publié, pour les cérémonies du couronnement, un Souvenir Enthronement supplement avec une typographie très particulière, la couverture est ornée d'un dessin de Catherine Balliet Lum et Eleanor Peter Lum.